# Ніл Дональд Волш
Ніл Дональд Волш (також відомий як Ніл Маршалл-Волш; нар. 10 вересня 1943, Мілвокі, штат Вісконсин) — американський письменник. Автор таких книг, як: «Бесіди з Богом», «Дружба з Богом», «Єднання з Богом» — та інших книг, які торкаються питання самовдосконалення та самореалізації людини.

## Життєпис
Вихований у католицькій родині.
До написання серії «Бесіди з Богом» Волш працював програмним директором радіостанції, головним редактором газети, а також займався маркетингом і зв'язками з громадськістю.
На початку 1990-х років Волш зазнав ряд нищівних ударів — пожежа, яка знищила все його майно, розлучення, автомобільна аварія, що спричинила травму шиї. Після лікування, самотній та безробітний, Ніл Дональд Волш був змушений жити в наметі у штати Орегон та займатися збором алюмінієвих бляшанок. У той час Волш вважав, що його життя підійшло до кінця і розпочинає писати.
Його перша книга «Бесіди з Богом» була опублікована в 1995 році і стала міжнародним бестселером. Вона залишалася в списку бестселерів Нью-Йорк Таймс протягом 135 тижнів. Шість інших його книг потрапляли до списку Таймс протягом наступних років. Він опублікував 28 книг, а його твори перекладені 37 мовами світу.

## Книги
- «Бесіди з Богом. Незвичайний діалог. Книга 1» / «Conversations with God: An Uncommon Dialogue (Book 1)»(1 жовтня, 1996)
- «Бесіди з Богом. Незвичайний діалог. Книга 2» / «Conversations with God: An Uncommon Dialogue (Book 2)»(1 травня, 1997)
- «Маленька душа і Сонце» / «The Little Soul and the Sun: A Children's Parable Adapted from Conversations With God» (1 квітня, 1998)
- «Бесіди з Богом. Незвичайний діалог. Книга 3» / «Conversations with God: An Uncommon Dialogue (Book 3)» (1 жовтня, 1998)
- «Про взаємовідносини» / «Neale Donald Walsch on Relationships» (29 вересня, 1999)
- «Про цілісне життя» / «Neale Donald Walsch on Holistic Living» (30 вересня 1999)
- «Про надлишок та істинне багатство» / «Neale Donald Walsch on Abundance and Right Livelihood» (1 жовтня, 1999)
- «Дружба з Богом. Незвичайний діалог.» / «Friendship with God: An Uncommon Dialogue» (1 жовтня, 1999)
- «Моменти благодаті» / «Moments of Grace» (липень 2001 р.)
- «Бесіди з Богом. Для нового покоління» / «Conversations With God for Teens» (30 вересня, 2001)
- «Бесіди з Богом. Нові одкровення» / «The New Revelations: A Conversation with God» (29 вересня, 2002)
- «Завтрашній Бог. Найбільший духовний виклик» / «Tomorrow's God: Our Greatest Spiritual Challenge» (2 березня 2004)
- «Чого хоче Бог» / «What God Wants: A Compelling Answer to Humanity's Biggest Question» (21 березня 2005)
- «Завжди з Богом: Життя що не закінчується» / «Home with God: In a Life That Never Ends» (29 березня, 2006)
- «Щасливіший ніж Бога» / «Happier Than God: Turn Ordinary Life into an Extraordinary Experience» (28 лютого, 2008)

## Фільмографія
- Індиго / Indigo
- Секрет / The Secret (2006)
- Бесіди з Богом / Conversations With God (2006). Фільм вийшов на DVD у лютому 2007 року. Уривки з фільму можна знайти на YouTube.
- 9am with David & Kim (2007), серіал – епізод від 6 квітня 2007
- One Giant Leap 2: What About Me? (2008)
- Infinity: The Ultimate Trip – Journey Beyond Death (2009)
- Follow the Rainbow to Findhorn (2010)
- Tapping the Source (2010)
- 3 Magic Words (2010)
- Living in Light (2012)
- Awake in the Dream (2012)
- iGod (2015)